# Oltre il confine (romanzo)
Oltre il confine (titolo orig. The Crossing) è un romanzo dello scrittore americano Cormac McCarthy, pubblicato nel 1994. È il secondo romanzo della Trilogia della frontiera.

## Trama
Come il precedente romanzo della trilogia, Cavalli selvaggi, è ambientato principalmente lungo la regione di confine tra Messico e Stati Uniti. La storia, che si svolge prima e durante la seconda guerra mondiale, si concentra sulla vita dell'adolescente cowboy Billy Parham, la sua famiglia e il suo fratello minore Boyd, raccontando i tre viaggi che il protagonista compie dal Nuovo Messico al Messico.

## Edizioni italiane
- Oltre il confine, traduzione di Rossella Bernascone e Andrea Carosso, Collana Supercoralli, Torino, Einaudi, 1995,  p. 370, ISBN 978-88-061-3678-9. - Collana ETascabili n.446, Einaudi, 1997, ISBN 978-88-061-4321-3.
- Trilogia della frontiera.  Cavalli selvaggi. Oltre il confine. Città della pianura, Prefazione di Alessandro Baricco, Collana Super ET, Einaudi, 2008-2023,  p. 1038, ISBN 978-88-06-19411-6.